# Roy Ho Ten Soeng
Kiem Ling Roy Ho Ten Soeng (Paramaribo, 16 juni 1945) is een Nederlands politicus. Aanvankelijk was hij lid van het Christen-Democratisch Appèl (CDA), later van 50PLUS.
Ho Ten Soeng, die van Chinees-Surinaamse komaf is, is van huis uit onderwijzer en heeft gewerkt in Suriname, Aruba en in Nederland. Eerst als onderwijzer en later als geschiedenisdocent op middelbare scholen in Zaanstad en Haarlem, de pedagogische academie en de lerarenopleiding. Hij studeerde ook rechten met als specialisatie privaatrecht volgde een masteropleiding in Educational Management en een opleiding tot mediator.
In 1990 werd Ho Ten Soeng wethouder in Alkmaar en op 1 januari 2000 burgemeester van Venhuizen. Hij wordt gezien als de eerste allochtone burgemeester van Nederland.
Ho Ten Soeng raakte met zijn gemeente betrokken in een samenvoegingsproces met de gemeente Drechterland. Hij is zeer actief op het gebied van vrijwilligerswerk. In dit kader heeft hij op verzoek ook het Inspraakorgaan Chinezen opgericht, is hij voorzitter van het Netwerk Chinese Vrijwilligers en is hij op verzoek ook regelmatig in kerken van de hernhutters (EBGS) als voorganger actief. Momenteel is hij ook 'VNG-Ambassadeur Veiligheid' voor Noord-Holland.
Ho Ten Soeng was vanaf 1 december 2005 waarnemend burgemeester van Medemblik. Hij vervulde die functie tot aan de fusie met Noorder-Koggenland en Wognum per 1 januari 2007.
Anno 2008 hield Ho Ten Soeng zich bezig met het scouten van allochtone en vrouwelijke burgemeesterskandidaten voor het Nederlandse ministerie van Binnenlandse Zaken. In hetzelfde jaar was hij medeoprichter van de Stichting Vriendschapsbanden Nederland Suriname.
Ho Ten Song stond verschillende keren op kieslijsten van 50PLUS, maar werd niet gekozen. In 2011 stond hij op plek 12 voor de Eerste Kamer. Bij de Tweede Kamerverkiezingen 2012 stond hij op de zesde plek. Bij de Europese Verkiezingen van 2019 stond hij op de tweede plek.